# الكمية الغذائية اليومية المرجعية
الكميّة الغذائيّة المرجعيّة اليوميّة هي الكمية التي يتم تناولها يومياَ من المغذيات بحيث تُعتبر كافية لإشباع حاجات الجسم اليومية لما يُقارب 97-98% من الأشخاص الطبيعيين؛ الذّين يتمتعون بصحة جيّدة، من كل مقاطعة سكانيّة من الولايات المتحدّة. وبينما تمّ تطويرها للشّعب الأمريكيّ تمّ أيضاّ تبنيها في بلدان أخرى لكنها لم تصل عالمياّ.
كما يتم استخدام قيمة الكميّة الغذائية المرجعية اليومية لتحديد «القيمة اليوميّة» من الطعام حيث يتم طباعتها على الغلاف ضمن الحقائق الغذائية (كنسبة مئوية %) في الولايات المتحدة وكندا، بالإضافة إلى أنه يتم تنظيمها عبر إدارة الغذاء والدواء (الولايات المتحدة). حيث يُمكن استخدام التعابير التّالية على الأغلفة في حال كان الطعام أو الغذاء يحتوي على ما نسبته 20%أو أكثر من الكمية الغذائية المرجعية اليومية، ومنها: «عالي»، «غنيُ بِ»، «مصدر ممتاز من». كذلك يمكن استخدام التعابير التالية على الأغلفة في حال كان يحتوي الطعام أو الغذاء على ما تتراوح نسبته بين 10% و 20% من الكميّة الغذائية المرجعية اليومية، ومنها: «مصدر جيد»، «يحتوي»، «يمدّ أو يزوّد».
إنّ «المخصصات الغذائية الموصى بها» تُعرّف على أنّها مجموعة من التوصيات الغذائية المأخوذة بعين الاعتبار في كلٍ من نظام التوصيات الغذائية؛ ما يعرف ب«الكمية الغذائية المرجعية»، التي لا تزال تعرِف قيم «المخصصات الغذائية الموصى بها»، بالإضافة إلى «الكمية الغذائية المرجعية اليوميّة» المستخدمة في تغليف الطعام.
أُعلنت أُولى التشريعات التي نظّمت أغلفة الغذاء الأمريكيّ «النسبة المئوية من المخصصات الغذائية الموصى بها في الولايات المتحدة» اعتماداً على «قيم المخصصات الغذائية الموصى بها» الحاليّة التي تمّ نشرها عام 1968م. وقامت النسبة المئوية من المخصصات الغذائية الموصى بها في الولايات المتحدة لاحقاً بإعادة تسمية «نسبة القيمة اليومية» و «قيم المخصصات الغذائية الموصى بها» التي كانت نسبة القيم اليومية مبنية عليها لتصبح «الكمية الغذائية المرجعية اليومية».
بالإضافة لما سبق، فإنّه يتم مراجعة المخصصات الغذائية الموصى بها (التي سميت لاحقاّ بالكمية الغذائية المرجعية التي تتضمن المخصصات الغذائية الموصى بها) بشكل منتظم ومستمر بحيث تعكس أحدث المعلومات العلميّة؛ لكن وبالرّغم من ذلك إنّ تشريعات أغلفة الغذاء أحياناّ ما يتم تحديثها؛ لم يتم تغيير قيم الكميات الغذائية المرجعية اليومية بناءً على ذلك حتى عام 2016م، إنّ العديد من القيم اليومية المستخدمة على أغلفة الحقائق الغذائية تضمنت كانت لا تزال مبنية على المخصصات الغذائية الموصى بها لعام 1968م؛ أي أنها كانت قديمة.

## جداول أغلفة الغذاء المرجعيّة
تعدّ القيم اليومية المستخدمة عبر مؤسسة الغذاء و الدواء للمغذيات الرئيسية قيماً يوميةً مرجعيةً.
قامت مؤسسة الغذاء والدواء بإصدار قانون نهائيّ بخصوص لائحة الحقائق في 27-5-2016. كما تمّ نشر القيم الجديدة في المسجل الفيدراليّ. كما أصبح يمكن استخدام القيم الجديدة على الأغلفة الآن حيث كان التاريخ الأصلي لذلك في 28-7-2018م لكن في 29-9-2017 أصدرت مؤسسة الغذاء والدواء قانوناً مقترحاً يقتضي بتطويل المدة النهائية لذلك بحيث تصبح 1-1-2020 للشركات الكبرى و 1-1-2021 للشركات الصغرى.
وعلى هذا الصعيد يصبح بالإمكان تواجد المنتجات ذات محتوى حقائق قديم مع منتجات ذات محتوى حقائق جديد على رفوف المحلات في الأسواق في آنٍ واحد.
إنّ الجداول التالية توضح القيم اليومية الجديدة والقديمة بناءً على المدخول اليوميّ من السعرات الحرارية لكل 2000 كيلو من السعرات الحرارية (ما يعادل 8400 كيلوجول)، للبالغين والأطفال من عمر 4 سنوات أو أكثر.
| المُغذي                | القيمة اليوميّة                  |
| دهون (المجموع الكليّ)  | 65 غرام، ازدادت لتصبح 78غرام    |
| دهون حمضيّة مُشبعة      | 20 غرام، بقيت دون تغيير         |
| كوليسترول             | 300 مغ، بقيت دون تغيير          |
| صوديوم                | 2400 مغ، انخفضت لتصبح 2300مغ    |
| بوتاسيوم              | 3500 مغ، ازدادت لتصبح 4700 مغ   |
| كربوهيدرات (بالمجموع) | 300 غرام، انخفضت لتصبح 275 غرام |
| سُكريات مُضافة          | وُضعَت حديثاً بقيمة 50 غرام        |
| مُلينات غذائية         | 25 غرام، ازدادت لتصبح 28 غرام   |
| بروتين                | 50 غرام، بقيت دون تغيير         |

أمّا بالنسبة للمعادن والفيتامينات فإنّ الكمية الغذائية المرجعية اليومية القديمة والحديثة (النسبة المئوية للقيم اليومية للبالغين القديمة والحديثة) فإنها موضحة في الجداول التالية بالإضافة إلى المخصصات الغذائية الموصى بها الأكثر حداثة أو قيم الكمية الغذائية اليومية (مُصنّفة ضمن العمر والجنس، باستثناء النساء الحوامل أو المُرضعات):
| المُغذّي                        | الكمية الغذائية المرجعية اليومية القديمة | الكمية الغذائية المرجعية اليومية الجديدة | الكمية الغذائية المرجعية اليومية الجديدة |
| المُغذّي                        | الكمية الغذائية المرجعية اليومية القديمة | الرجال                                   | النساء                                   |
| فيتامين أ                     | 900 ميكروغرام                            | 900 ميكروغرام                            | 700 ميكروغرام                            |
| حمض الأسكوربيك (فيتامين سي)   | 60 مغ                                    | 90 مغ                                    | 75 مغ                                    |
| كوليكالسيفيرول (فيتامين د)    | 10 ميكروغرام                             | 15 ميكروغرام (600 وحدة)                  | 15 ميكروغرام (600 وحدة)                  |
| توكوفيرول (فيتامين إي)        | 30 وحدة عالمية                           | 15 مغ                                    | 15 مغ                                    |
| فيتامين ك                     | 80 ميكروغرام                             | 120 ميكروغرام                            | 90 ميكروغرام                             |
| ثيامين (فيتامين بي1)          | 1.5 مغ                                   | 1.2 مغ                                   | 1.1 مغ                                   |
| ريبوفلافين (فيتامين بي2)      | 1.7 مغ                                   | 1.3 مغ                                   | 1.1 مغ                                   |
| نياسين (فيتامين بي3)          | 20 مغ                                    | 16 مغ                                    | 14 مغ                                    |
| بيريدوكسين (فيتامين بي6)      | 2 مغ                                     | 1.3 مغ                                   | 1.3 مغ                                   |
| فولات (فيتامين بي9)           | 400 ميكروغرام                            | 400 ميكروغرام                            | 400 ميكروغرام                            |
| كوبالامين (فيتامين بي12)      | 6 ميكروغرام                              | 2.4 ميكروغرام                            | 2.4 ميكروغرام                            |
| حمض البانتوثينك (فيتامين بي5) | 10 مغ                                    | 5 مغ                                     | 5 مغ                                     |
| بيوتين (فيتامين بي7)          | 300 ميكروغرام                            | 30 ميكروغرام                             | 30 ميكروغرام                             |
| كولين                         | —                                        | 550 مغ                                   | 425 مغ                                   |
| كالسيوم                       | 1000 مغ                                  | 1300 مغ                                  | 1300 مغ                                  |
| كروميوم                       | 120 ميكروغرام                            | 35 ميكروغرام *                           | 25 ميكروغرام *                           |
| نحاس                          | 2000 ميكروغرام                           | 900 ميكروغرام                            | 900 ميكروغرام                            |
| فلوريد                        |                                          | 4 مغ*                                    | 3 مغ *                                   |
| اليود                         | 150 ميكروغرام                            | 150 ميكروغرام                            | 150 ميكروغرام                            |
| حديد                          | 18 مغ                                    | 18 مغ                                    | 18 مغ                                    |
| مغنيسيوم                      | 400 مغ                                   | 400 مغ                                   | 310 مغ                                   |
| منغنيز                        | 2 مغ                                     | 2.3 مغ*                                  | 1.8 مغ*                                  |
| موليبدنوم                     | 75 ميكروغرام                             | 45 ميكروغرام                             | 45 ميكروغرام                             |
| فوسفور                        | 1000 مغ                                  | 700 مغ                                   | 700 مغ                                   |
| سيلينيوم                      | 70 ميكروغرام                             | 55 ميكروغرام                             | 55 ميكروغرام                             |
| زنك                           | 15 مغ                                    | 11 مغ                                    | 8 مغ                                     |
| بوتاسيوم                      | 3.5 غ                                    | 4.7 غ                                    | 4.7 غ                                    |
| صوديوم                        | 2.4 غ                                    | 2.3 غ*                                   | 2.3 غ*                                   |
| كلوريد                        | 3.4 غ                                    | 2.3 غ*                                   | 2.3 غ*                                   |

## الالتزام
النسبة المئوية لسكان الولايات المتحدة الذين تزيد أعمارهم عن 2 عاما يفيون بأنماط الأكل الصحي لمتوسط الاحتياجات المقدرة أو وزارة الزراعة الأمريكية في عام 2004
| بروتين                                     | 88.9% |
| فيتامين أ                                  | 46.0% |
| فيتامين سي                                 | 51.0% |
| فيتامين إي                                 | 13.6% |
| ثيامين                                     | 81.6% |
| ريبوفلافين                                 | 89.1% |
| نياسين                                     | 87.2% |
| فيتامين بي6                                | 73.9% |
| فولات                                      | 59.6% |
| فيتامين بي12                               | 79.7% |
| فوسفور                                     | 87.2% |
| مغنيسيوم                                   | 43.0% |
| حديد                                       | 89.5% |
| سيلينيوم                                   | 91.5% |
| زنك                                        | 70.8% |
| نحاس                                       | 84.2% |
| كالسيوم                                    | 30.9% |
| ألياف                                      | 8.0%  |
| بوتاسيوم                                   | 7.6%  |
| % السعرات الحرارية من إجمالي الدهون ≤ 35%  | 59.4% |
| % السعرات الحرارية من الدهون المشبعة < 10% | 55.8% |
| تناول الكوليسترول < 300 مغ                 | 10.4% |
| تناول الصوديوم ≤ 2,300 مغ                  | 29.8% |

## التّاريخ
إنّ الكمية الغذائية المرجعية اليومية مشتقة من المخصصات الغذائية الموصى بها؛ التي تم تطويرها بدايةً خلال الحرب العالمية الثانية من قِبَل ليديا روبرتس، هازل ستيبلنغ، وهيلين ميتشل حيث يعدّ كلهم جزء من لجنة تمّ تأسيسها عبر الأكاديمية الأمريكية للعلوم لتقوم بدراسة الأمور المتعلقة بالتغذية التي من الممكن أن تؤثر على «الدفاع الوطني» (نستله،35). تمّ إعادة تسمية اللجنة ليصبح مجلس الغذاء والتغذية عام 1941م حيث بدأ بعدها بتداول بناءً على مجموعة من التوصيات معايير المخصصات اليومية لكل نوعٍ من المغذيات. حيث يجب استخدام هذه التوصيات الغذائية على القوات المُسلَحة، المدنيين والسُّكان الخارجيين الذّين قد يحتاجون إغاثة غذائية. قام كل من ستيبلنغ، روبرتس، وميتشل بفحص كل المعلومات المتوافرة ثم قاموا بإنشاء مجموعة تجريبية من المخصصات «للطاقة وثمانٍ من المغذيات» ثم قاموا بإرسالها للخبراء حتى يقوموا بمراجعتها (نستله،35). وتمت الموافقة على المجموعة النهائية من الدلائل التي تم تسميتها «بالمخصصات الغذائية الموصى بها» في عام 1941م. تم تحديد هذه المحصصات لجعلها تُعنى بتزويد كل من المُسنين والأفراد العسكريين بتغذية أفضل، لذلك قاموا بإضافة «حد احتياطيّ للسلامة». كما أنه أخذاً بعين الاعتبار سياسة تقنين الغذاء التي تم اتباعها خلال الحرب؛ فإنّ الدلائل المتعلقة بالأغذية التي قامت الجهات الحكوميّة بوضعها لتوجيه السكان حول المدخلات الغذائية أَخذَت بعين الاعتبار توافر الغذاء.
قام مجلس الغذاء والتغذية لاحقاً بمراجعة المخصصات الغذائية الموصى بها كل 5-10 سنوات. في عام 1973م قامت مؤسسة الغذاء والدواء بإدخال تشريعات لتحديد محتوى أغلفة الغذاء (إن وجد) وعلى الرغم من أنّ إدخال هكذا أغلفة كان عملاً تطوعياً كبيراً غلّا أنه يُعدّ مطلباً إجبارياً فقط عند وضع إدعاءات غذائية أو عند إضافة مكملات غذائية للأطعمة. كما أنّ الأغلفة الغذائية احتوت على نسبة المخصصات الغذائية الأمريكية الموصى بها بناءً على قيم مخصصات الغذاء لعام 1968م حيث كانت حينها القيم المعتمدة وساريت المفعول. ثم استمرت قيم المحصصات الغذائية الموصى بها بالتحديث (في عام 1974، 1980، وعام 1989م) لكن القيم المخصصة لأغلفة الغذاء بقيت دون تغيير.
قد قامت مؤسسة الغذاء والدواء بنشر تشريعات جديدة تجبر إدخال الحقائق الغذائية على مُعظم أغلفة الطعام. وكانت بالأصل مؤسسة الغذاء والدواء قد اقترحت استبدال نسبة المخصصات الغذائية الأمريكية الموصى بها بنسبة القيم اليومية اعتماداً على المخصصات الغذائية الموصى بها لعام 1989م لكن قانون المكملات الغذائية لعام 1992م منعها من القيام بذلك. فقامت بدلاً من ذلك بإدخال الكمية الغذائية المرجعية الية مية لتصبح الأساس للقيم اليومية الجديدة. حيث إنّ الكمية الغذائية المرجعية اليومية تشمل قيم المخصصات الغذائية الأمريكية الموصى بها (التي لا تزال تعتمد على المخصصات الغذائية الموصى بها لعام 1968م حيث أنه لم يُسمَح لمؤسسة الغذاء والدوء تغييرها في ذلك الوقت) والقيم الجديدة للمغذيات الاضافية لم تكن مشمولة في قيم المخصصات الغذائية الموصى بها لعام 1968م.
على غرار اقتراح مؤسسة الطب الأكاديمية الوطنية في عام 1997م أصبحت المخصصات الغذائية الموصى بها جزء واحد من مجموعة أكبر من الدلائل الغذائية المسماة ب«الكمية الغذائية المرجعيّة» التي تم استخدامها في كلٍ من الولايات المتحدة وكندا. واستمرت قيم المخصصات الغذائية الموصى بها بالتحديث كونها جزء من الكمية الغذائية المرجعية.
في 27-5-2016 قامت مؤسسة الغذاء والدواء بتحديث التشريعات لتغيير الكمية الغذائية المرجعية اليومية والقيم اليومية بحيث تعكس المعلومات العلمية الحديثة. وحتى يومنا هذا فإن القيم اليومية لا زالت تعتمد بشكل كبير على الكمية الغذائية المرجعية اليومية لعام 1968م. أحدثت هذه التشريعات الجديدة تغييرات عديدة على الحقائق الغذائية للأغلفة لتسهيل فهم المستهلك لها من حيث السعرات الحرارية والمحتوى الغذائي للطعام كما أنها أكدت على أن التغذية هي من الاهتمامات الحالية، مثل فيتامين د والبوتاسيوم. قد أخذت مراجعة التشريعات مفعولها في 26-7-2016 وقد اشترطت التطبيق بدايةً على المصانع الكبيرة خلال سنتان بينما أُعطيَت المصانع الصغيرة سنة إضافية لتصبح ملتزمة بها. وأصدرت مؤسسة الغذاء والدواء في 29-9-2017 قانون مُقتَرح لتمديد الموعد النهائي حتى 1-1-2020 للشركات الكبرى و 1-1-2021 للشركات الصغرى.

## الصوديوم
في عام 2020 حددت مؤسسة الطب الأميركية أنه يجب على الحكومة تأسيس معايير استهلاكية جديدة للملح لتقليل كميات الصوديوم في نظام الروجيم الغذائي الاميركي لتصبح أقل من المستوى المرافق لخطر أكبر للعديد من الأمراض التي تصيب الجهاز الوعائي والقلب، حيث أنها لا تزال تحافظ على تفضيلات المستهلك للطعام المنكَه بالملح. استمرت الكمية اليومية من الصوديوم العظمى في الولايات المتحدة بكونها فوق المستويات المقدَّرة الدنيوية لعقود ثم للحظة قامت القنصلية الوطنية للأبحاث بإيجاد أن 500 مغ من الصوديوم يومياً (ما يقارب 1250 مغ من ملح الطعام) هو الحدّ الأدنى الآمن. كما أن في بريطانيا إن المخصص المسموح يومياً للملح هو 6غ (ما يقارب 2.5 ملعقة صغيرة؛ ما يساوي الحدّ الأعلى في الولايات الأميريكة المتحدة)، تعتبركمية «عالية جداً».
صرّحت مؤسسة الطب الاستشارية (حول أساس الكمية اليومية):
"يستهلك الاميركيون أكثر من 3400مغ من الصوديوم- ما يقارب ملعقة صغيرة ونصف من الملح (7.8 غ)- يومياً. وإنّ الحد الأعلى الموصى به يومياً من الصوديوم – الكمية التي يعدّ أكثر منها مسبباً لظهور المشاكل والأمراض الصحيّة- هي 2300 مغ يومياً للبالغين، ما يقارب ملعقة صغيرة من الملح (5.9 غ). بينما الكمية المعتدلة (الكافية) الموصى بها من الصوديوم هي 1500 مغ (3.9 غ ملح) يومياً كما أنّ البالغين فوق عمر 50 يحتاجون لكميات أقلّ من ذلك.

## روابط خارجية
- Daily Values, US معاهد الصحة الوطنية الأمريكية
- USDA Reference Daily Intakes